# Vocală închisă centrală nerotunjită
În fonetică, vocala închisă centrală nerotunjită este un tip de sunet vocalic folosit în unele limbi vorbite. Simbolul acestui sunet în Alfabetul Fonetic Internațional este [ɨ] (litera [i] tăiată cu o bară orizontală). În limba română există două litere care pot nota în scris acest sunet: Î și Â, fără vreo diferență fonetică. Exemple: între /'ɨn.tre/, Pârvu /'pɨr.vu/, hotărî /ho.tə'rɨ/.

## Pronunție
- Este o vocală închisă, adică pronunțată cu limba apropiată de cerul gurii. Canalul fonator se strîmtează, dar într-o măsură mai mică decît în cazul consoanelor.
- Este o vocală centrală (medială), adică articulată în partea de mijloc a cavității orale, cu limba într-o poziție intermediară între poziția pentru vocale anterioare și cea pentru vocale posterioare.
- Este o vocală nerotunjită, adică pronunțată fără a rotunji buzele.

## Exemple în alte limbi
Vocala [ɨ] este comună în limbile amerindiene. În Europa apare în unele limbi slave, în limba română, în aromână, portugheză etc. Exemple:
- Aromână: cântu ['kɨn.tu] „cânt”
- Poloneză: wy [vɨ] „voi”, „dumneavoastră”
- Portugheză: rezar [rɨˈzaɾ] „să se ruga”
- Rusă: вы [vɨ] „voi”, „dumneavoastră”
- Suedeză (unele dialecte și varietăți): vi [vɨ] „noi”